# Synthèse en phase solide
La synthèse en phase solide, appelée parfois synthèse supportée sur phase solide, est une méthode de synthèse chimique utilisée notamment pour la synthèse de peptides. Elle a été inventée par Robert Bruce Merrifield dans les années 1950-60, ce qui lui a valu d'obtenir le prix Nobel de chimie 1984.

## Principe
Le principe de la synthèse en phase solide repose sur l'utilisation d'une matrice solide à laquelle on vient lier de façon chimique les molécules que l'on souhaite faire réagir, par l'utilisation notamment de liaisons covalentes. La matrice doit par nécessité rester solide lors du processus de synthèse (ou si elle est solubilisée, pouvoir revenir à l'état solide facilement), ce qui simplifie par exemple la purification par simple lavage et filtration de la matrice. Les réactions mises en œuvre ont donc lieu sur les sites réactifs solidaires avec la matrice et les produits ou sous produits indésirables sont éliminés dans les phases liquides issues des lavements. La matrice doit être inerte à la réaction, afin que sa liaison avec le produit mis en œuvre ne soit pas affectée. Ainsi, la matrice, généralement appelée résine, est composée de polymères qui doivent être insolubles dans tous les solvants utilisés pour la synthèse. La première étape appelée greffage consiste à lier la molécule nécessaire à la synthèse à la résine. Cette étape dépend donc de la possibilité de créer les liaisons avec la résine. Cette capacité dépend de l'accessibilité des sites dits réactionnels (voir Les résines). À chaque étape, la réaction va être mise en œuvre de façon à n'avoir qu'un seul site réactif par molécule greffée. Il faut donc utiliser des méthodes de protection des fonctions non utilisées. Les étapes étant enchaînées, la construction de la molécule se fera de façon analogue à l'ajout de maillons d'une chaîne, l'une des extrémités étant accrochée à la résine, seule l'extrémité libre sera modifiée. Lorsque toutes les étapes de la synthèse ont été réalisées, la molécule est récupérée lorsqu'on la détache de son support. Cette opération appelée clivage permet de casser la liaison avec la matrice solide et de récupérer la molécule par filtration du support.

## Histoire
En 1953, le chimiste franco-américain Vincent du Vigneaud et son équipe réussissent la synthèse d'une hormone peptidique, l'ocytocine, ce qui lui permettra d'obtenir le prix Nobel de chimie 1955,. Le nombre important d'étapes de synthèse et de purification nécessaires donneront l'idée à Robert B. Merrifield de chercher une voie de synthèse plus commode pour réaliser des polypeptides plus gros. Il va alors penser à l'utilisation d'une matrice solide afin de réaliser la synthèse dans des conditions hétérogènes, facilitant de fait les purifications et la mise en œuvre des étapes de synthèse. Conçue à la base pour la synthèse de polypeptides, il s'est avéré que la méthode était également efficace pour la synthèse de polymères, polynucléotides ou de polysaccharides.

## Les résines

### Polymères linéaires
Les résines sont parfois fabriquées à partir de simples polymères linéaires, par exemple le polyéthylène glycol (PEG) ou le polystyrène (PS). Ces polymères sont solubles dans certains solvants, ce qui permet de travailler en conditions homogènes et leur structure linéaire permet une meilleure disponibilité des sites réactionnels.

### Polymères tridimensionnels
Les résines les plus utilisées sont à base de polymères réticulés dont la structure tridimensionnelle va influer sur les propriétés physiques. Généralement, ces résines sont des dérivés de polystyrène. En effet, les résines ayant un fort taux de réticulation (>20 %) sont appelées résines macroporeuses. Elles présentent des pores permanentes, accessibles aux petites molécules. Les sites réactionnels sont répartis en surface de ces pores. Les résines ayant des taux plus faibles de réticulation (0,5 à 2 %) sont appelées résines de type gel. Les sites réactionnels y sont moins accessibles, car ils sont en partie masqués par l'encombrement de la matrice elle-même, mais ce type de résine permet d'avoir de meilleurs taux de fonctionnalisation (taux supérieurs à 50 %).

## Applications

### Synthèse de polypeptides
La synthèse en phase solide qui a été développée pour synthétiser des chaînes de peptides permet de réaliser des synthèses itératives. Les polypeptides qui sont des chaînes d'acides aminés sont synthétisées bloc par bloc. Chaque acide aminé sera ajouté successivement, étape par étape, pour allonger la chaîne. L'acide carboxylique dit C-terminal est lié à la résine tandis que l'autre extrémité dite N-terminale contient l'amine primaire qui réagira avec l'acide aminé suivant. Lors de chaque étape d'élongation de la chaîne, le groupe amine terminal de l'acide aminé à ajouter est généralement protégé par des groupes Fmoc (Fluorénylméthoxycarbonyle) ou Boc (tert-Butoxycarbonyle). Après l'ajout du peptide, le nouveau groupement amine N-terminal est déprotégé, permettant la réaction avec l'acide aminé suivant. Lorsque la synthèse du peptide est terminée, il est récupéré par clivage.

### Synthèse d'ADN
La synthèse en phase solide permet également de synthétiser des fragments d'ADN, d'ARN et plus généralement des oligonucléotides modifiés ou non (voir Synthèse d'oligonucléotide).

### Agents de piégeage
Les agents ou réactifs de piégeage chimique, appelés aussi parfois capteurs chimiques, ou plus couramment dénommés selon le terme anglais scavengers sont des agents chimiques capables de réagir avec certaines fonctions chimiques ciblées, afin d'en permettre la récupération ou l'élimination facilement. Les réactifs qui sont utilisés pour le piégeage sont greffés sur des résines, et ils vont se lier aux espèces devant être piégées. Il suffit ensuite de séparer la résine du milieu dans lequel le piège est utilisé, par exemple par filtration, pour récupérer les substances désirées.